# Qinglong (socken i Kina, Sichuan)
Qinglong (kinesiska: 青龙乡, 青龙) är en socken i Kina. Den ligger i provinsen Sichuan, i den sydvästra delen av landet, omkring 170 kilometer öster om provinshuvudstaden Chengdu.
Genomsnittlig årsnederbörd är 1 328 millimeter. Den regnigaste månaden är juli, med i genomsnitt 302 mm nederbörd, och den torraste är december, med 5 mm nederbörd.